# أنهار سوريا

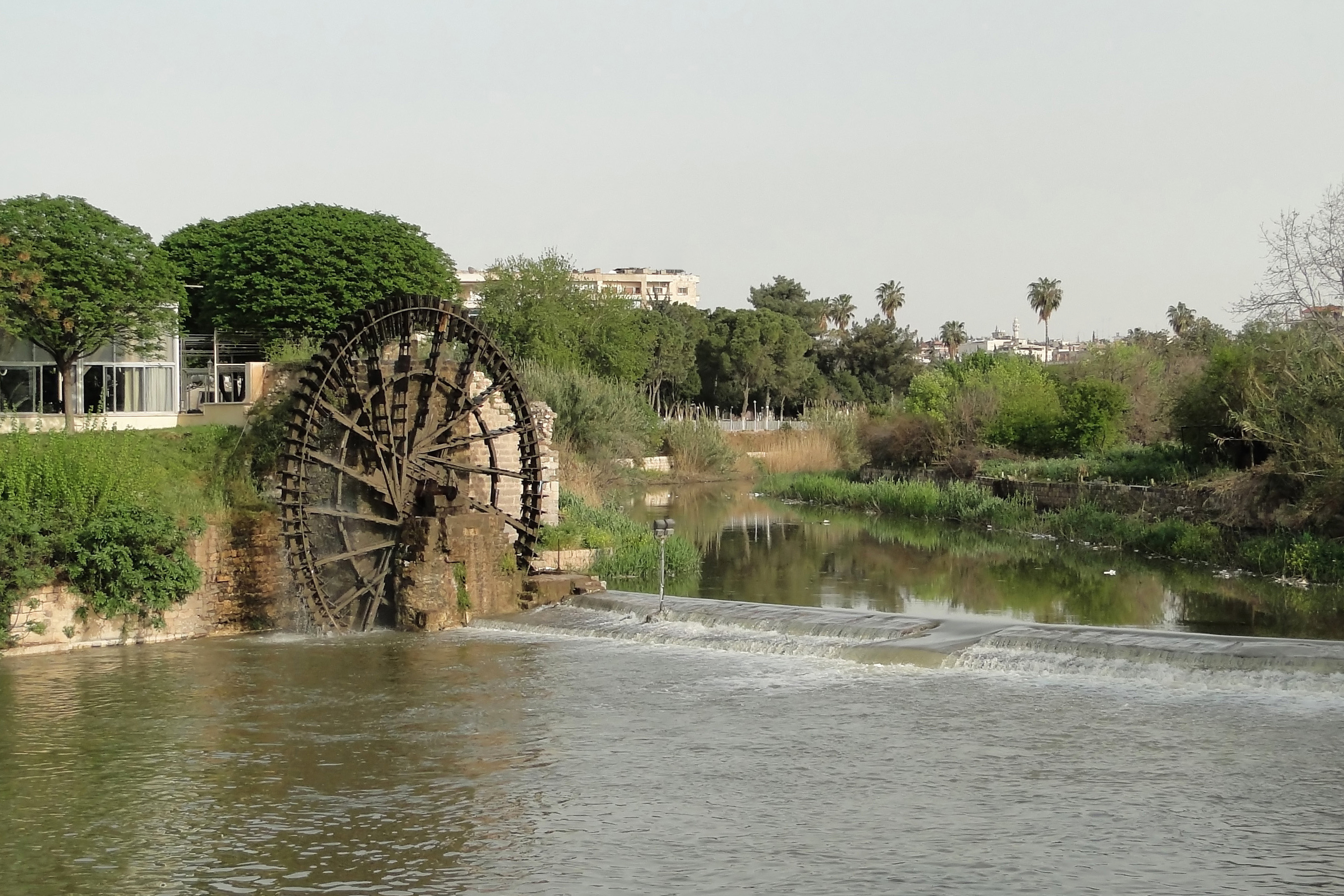
نهر العاصي في مدينة حماة

تمتلك سورية الطبيعية عدداً لا بأس به من الأنهار إذا ما قورنت بباقي الدول العربية, يمكن أن نعزو هذا الأمر إلى كثرة وتنوع التضاريس الطبيعية للمنطقة.
- نهر الفرات[1]:الأكثر أهمية بسبب مجراه، إذ إنه يخترق المنطقة الشمالية قادماً من تركيا ليعبر باتجاه المنطقة الشرقية ومنطقة الجزيرة قبل أن يغادر الحدود السورية العراقية. تعتمد عليه الحكومة السورية بشكل رئيسي في توليد الطاقة الكهربائية واستثمار المنطقة المسماة حوض الفرات زراعياً. أقيم على مجرى النهر سد الفرات ، كما أنشئت بحيرة الأسد الاصطناعية.

وروافده في سورية:
1. نهر الخابور
2. نهر الساجور
3. نهر البليخ

- نهر دجلة[2] الذي يعبر الحدود السورية التركية العراقية بطول 50 كلم تقريباً.ويرفده نهر السفان[3]

هناك العديد من المشاكل مع تركيا بسبب اقتسام مياه النهرين، ويتم دائماَ اللجوء للقانون الدولي الذي يحكم هذه الأمور.
- نهر قويق العابر لمحافظة حلب والذي قطعت السلطات التركية مجراه ليعود للحياة جزئياً في أواخر عام 2007، ونهر عفرين.

- نهر العاصي محافظتي حمص وحماة وادلب من روافده في سورية نهر عفرين .
- النهر الكبير الشمالي بمحاذاة محافظة اللاذقية.
- النهر الكبير الجنوبي: يشكل الحدود الشمالية مع لبنان
- نهر اليرموك: يشكل الحدود مع الأردن وقد أقيم عليه سد الوحدة وتحتكم فيه الدولتان إلى الاتفاقيات المشتركة فيما يخص توزع الماء.

يوجد أنهار أخرى لكنها صغيرة إذا ما قورنت بالسابقة مثل:
- نهر السن
- نهر بردى
- نهر الأعوج